# Kendra Coombes
Kendra Coombes, née le 25 octobre 1988 à Sydney, est une femme politique canadienne.
Elle représente la circonscription de Cape Breton Centre-Whitney Pier à l'Assemblée législative de la Nouvelle-Écosse.  Elle est membre du Nouveau Parti démocratique de la Nouvelle-Écosse.

## Biographie
Kendra Coombes est titulaire d'une maîtrise en politique canadienne et droits de la personne de l'Université Dalhousie ainsi que d'un baccalauréat en science politique et d'un certificat en administration publique de l'Université du Cap-Breton.
En 2016, elle a été élue conseillère à la municipalité régionale du Cap-Breton, où elle représente le district 11.
Élue dans Cape Breton Centre à l'élection partielle du 10 mars 2020, elle est réélue dans Cape Breton Centre-Whitney Pier au scrutin du 17 août 2021.